# 北山宏光
北山宏光（日语：／ Kitayama Hiromitsu，1985年9月17日—），為日本男歌手、演員，神奈川縣出身。曾是傑尼斯事務所旗下偶像團體Kis-My-Ft2的前成員。身高167cm。2011年8月10日隨Kis-My-Ft2正式出道。為團體裡最年長的成員。現隸屬於TOBE。

## 簡歷
- 2002年5月5日加入傑尼斯事務所，入社契機是因為入讀堀越中學後，看到同年級染了一頭金髮的山下智久，回家後到朋友家中說對方在中學時代已經在工作很厲害，朋友的妹妹便說他也入社就好了，並幫他投了簡歷。[1]
- 2011年8月10日Kis-My-Ft2的「Everybody Go」CD出道，以25歲之齡破了V6成員坂本昌行保持多年、成為傑尼斯事務所最年長出道的藝人的紀錄。[2]此紀錄在2020年已被其後輩團體成員打破。
- 創作歌曲時所用的筆名為「HusiQ.K」，其意思跟音樂相關，自稱是在思想前衛時取這筆名，原因是覺得在寫東西時以另一個身份創作比較好。[3]
- 2023年6月7日宣布將於同年8月31日於Kis-My-Ft2畢業並離開傑尼斯事務所[4]。同年9月17日，正式加入經紀公司TOBE。

## 演出
團體演出請參照Kis-My-Ft2

### 電視劇
- 美咲No.1！（美咲No.1！） （2011年1月12日 - 3月16日、日本電視台） 飾 奏亮介
- 原來是美男 （美男ですね） 最終話（2011年9月23日、TBS） 飾 警備員（友情演出）
- Beginners! ( ビギナーズ！) （2012年7月12日 - 9月20日、TBS） 飾 立花團司
- 幽靈女友（幽かな彼女） （2013年4月9日 - 6月18日、富士電視台） 飾 林邦彥
- 審判長！肚子餓了！ （裁判長っ！おなか空きました！）（2013年10月5日 - 2014年3月30日、日本電視台） 主演 新田正義
- 家族狩獵（家族狩り） （2014年7月4日 - 9月5日、TBS） 飾 鈴木溪德
- 平成舞祭組男（平成舞祭組男） 第一話 （2014年10月19日、日本電視台） 飾 パクパク製菓廣告演員
- 一千兆日圓的贖金 （一千兆円の身代金） （2015年10月17日、富士電視台） 飾 石崎學（友情演出）
- 警報 刑警×女友×完全惡女 （サイレーン　刑事×彼女×完全悪女） （2015年10月20日 - 12月15日、關西電視台・富士電視台） 飾 速水翔
- 百萬喬 （ミリオンジョー） （2019年10月10日 - 12月26日、東京電視台） 主演 吳井總市
- 快感インストール Kaikan Install 快感安裝 （12月4日、dTV）
- 在大浴場等你 （でっけぇ風呂場で待ってます） （2021年1月26日 - 4月6日、日本電視台） 主演 松見芯 （和佐藤勝利雙主演）
- 只是沒離婚而已（ただ離婚してないだけ） （2021年7月8日 - 9月30日 、東京電視台） 主演 柿野正隆
- 正義的天秤（正義の天秤） （2021年9月25日 - 10月23日、NHK・NHK綜合） 飾 杉村徹平
  - 正義的天秤season2（2023年5月6日 - 6月3日、NHK・NHK綜合） 飾 杉村徹平
- 畢業Time limit（卒業タイムリミット） （2022年4月4日 - 5月12日、NHK・NHK綜合） 飾 小菅泰治
- 世界奇妙物語 夏之特別篇2022「Otodokemono」（2022年6月18日、富士電視台）主演 山辺タクヤ
- 在你成為野獸之前（君が獣になる前に）（2024年4月6日 - 6月21日、東京電視台）主演 神崎一
- DOCTOR PRICE（2025年7月6日 - 、日本電視台）飾 依岡健

### 電影
- 我的虎斑貓爸爸（トラさん～僕が猫になったワケ～）　（2019年2月15日）- 主演 高畑壽壽男

### 綜藝節目
- YOUたち!（2006年10月 - 2007年9月、日本電視台）
- 少年倶樂部（2003年 - 、NHK-BS2・BShi・BS Premium）
- クイズプレゼンバラエティー Qさま!!（2012年3月5日、朝日電視台）
- ネプリーグ (2012年3月19日、富士電視台)
- 橫渡印度背包之旅（J'J Kis-My-Ft2 北山宏光 ひとりぼっちインド横断 バックパックの旅）（2012年7月 - 9月、日本電視台）
- 黃金傳說~一萬圓過一個月（いきなり!黄金伝説。 1カ月1万円生活）　（2013年4月、朝日電視台）
- 日本太太好吃驚!（世界の日本人妻は見た!）　（2015年6月開始擔任常規嘉賓 、MBS・TBS系列）
- 憧れの仕事やってみました!（2017年7月3日、富士電視台） - MC

### 廣播節目
- Kis My 北山宏光 NANIKITA　（キスマイ 北山宏光 ナニキタ）（2013年10月4日 ‐2016年3月26日 、日本放送）

### CM
- NTT DOCOMO FOMA902i -文字接龍篇-（2005年11月）飾 龜梨和也（KAT-TUN）的朋友

### PV
- 修二與彰「青春Amigo」（2005年、傑尼斯娛樂）

### 舞台劇
- One! -the history of Tackey-（2006年9月5日 - 9月28日、日生劇場）
- DREAM BOYS（2006年1月3日 - 1月29日、帝国劇場）
- 瀧澤演舞城 2007（2007年7月3日 - 7月29日、新橋演舞場）
- DREAM BOYS（2007年9月5日 - 9月30日、帝国劇場）
- 瀧澤演舞城 '08 命（LOVE）（2008年4月2日 - 4月27日、新橋演舞場）飾 吉良上野介
- 瀧澤演舞城 '09 瀧&Lucky LOVE（2009年3月29日 - 4月26日、新橋演舞場）
- PLAYZONE 2009 〜來自太陽的信〜（2009年7月11日 - 8月9日、青山劇場·8月21日 - 8月26日、梅田藝術劇場）
- 新春瀧澤革命（2010年1月1日 - 2月5日、帝国劇場）
- 新春人生革命（2010年1月8日 - 2月6日、帝国劇場）
- 少年們～沒有鐵欄的牢獄～（2010年9月3日 - 26日、日生劇場）
- 原來是美男（2011年10月8日 - 10月20日、赤坂藝術劇院·10月24日 - 11月2日、KAAT神奈川藝術劇場·11月6日 - 11月9日、森之宮piloti大廳、11月24日 - 11月27日、福岡Canal City劇場）飾－ 桂木廉
- 唱起愛之歌（2014年1月10‐1月21日、東急劇院Orb·2014年1月25日-2月2日歐力士劇場）飾－ Hiroto
- 瀧澤歌舞伎 10th Anniversary（2015年4月8日 - 5月17日、日本東京 新橋演舞場、2015年8月18日 - 8月23日新加坡濱海灣金沙大劇院）
- 哥（2017年6月27日 - 8月8日、東京Globe座・森之宮piloti大廳） 主演
- THE NETHER（2019年10月11日 - 11月2日 東京Globe座/2019年11月7日 - 10日森之宮piloti大廳） 主演

### 演唱會
- みんなクリエに来てクリエ!2011 Part2 北山宏光×藤ヶ谷太輔 Special Live（2011年5月7日 - 11日・21日・22日 創新劇院）

## 個人單曲
- 『蛹』 <JASRAC作品NO：184-1950-0>

作詞：HusiQ.K/飯岡隆志、作曲：飯岡隆志
收錄於Kis-My-Ft2第一張大碟「Kis-My-1st」
- Give me...<JASRAC作品NO：1E3-3800-2>

作詞:HusiQ.K、作曲:Fredrik Samsson/MiNE/Atsushi Shimad
收錄於Kis-My-Ft2第二張大碟「Good向前衝！」
- ROCK U<JASRAC作品NO：178-5321-4>

作詞:HusiQ.K/白井裕紀 作曲:尾飛良幸
收錄於Kis-My-Ft2第二張大碟「Good向前衝！」初回B盤的特典CD「Kis-My-Zero3」
- FORM<JASRAC作品NO：201-9912-1>

作詞：HusiQ.K、作曲：HusiQ.K
收錄於Kis-My-Ft2第三張大碟「Kis-My-Journey」
- 男謝礼／オ・シャ・レ<JASRAC作品NO：1A4-1529-1>

作曲：Fredrik"Figge"Bostrom/Johan Lindman、作詞：久保田洋司、編曲：岩田雅之
收錄於「PLAYZONE2009 來自太陽的信 Original Soundtrack」
- 今ナニヲ想ウ（你現在在想什麼）<JASRAC作品NO：178-5322-2>

作詞：HusiQ.K、作曲：HusiQ.K
收錄於Kis-My-Ft2第五張大碟「I SCREAM」<完全生産限定 4cups盤>
- チャラくNIGHT?<JASRAC作品NO：221-1604-4>

作詞：淺利進吾、作曲：淺利進吾
此曲為Kis-My-Ft2細碟「Sha la la☆Summer Time」<初回生産限定盤A>的單曲「スナック SHOW和（SNACK SHOW和）」及第六張大碟「MUSIC COLOSSEUM」初回生産限定盤B SPECIAL MOVIE「ボクらのミュージックコロシアム（我們的MUSIC COLOSSEUM）」的插入歌。細碟版本與大碟版本的歌詞內容有不同之處。
- 優しい雨（溫柔的雨）ノ<JASRAC作品NO： 227-3554-2>

作詞：HusiQ.K、作曲：HusiQ.K
收錄於Kis-My-Ft2第六張大碟「MUSIC COLOSSEUM」通常盤
- カ.ク.シ.ゴ.ト

作詞：HusiQ.K、作曲：HusiQ.K
收錄於Kis-My-Ft2第七張大碟「Yummy!!」
- DON'T WANNA DIE

作詞：I Don't Like Mondays.、作曲：I Don't Like Mondays.
收錄於Kis-My-Ft2第八張大碟「FREE HUGS!」
- 灰になる前に

作詞：(sic)boy、作曲：(sic)boy・KM
收錄於Kis-My-Ft2「LIVE TOUR 2021 HOME」

### 未CD化單曲
- チカラ（動力）<JASRAC作品NO：135-3848-9>

作曲：Staven Lee／Joey Carbane、作詞：近藤ナツコ
北山宏光第一首solo歌，只於2006年8月於音樂節目「Johnny's Jr.的大冒險」及2007年2月11日於少年俱樂部唱出過.
- 約束の歌～MEET YOU AGAIN～（約定之歌～MEET YOU AGAIN～）<JASRAC作品NO：178-5322-2>

作詞：北山宏光/海老沢タケヲ、作曲：海老沢タケヲ
舞台劇「少年們～沒有鐵欄的牢獄」中的角色歌，關西版舞台劇由Johnny's WEST的重岡大毅演唱，影片收錄於「少年們～沒有鐵欄的牢獄」DVD，而歌曲本身並未收錄入任何CD。
- いつもありがとう（一直以來謝謝你）<JASRAC作品コード：178-5325-7>

作詞：T.FXXX、作曲：HusiQ.K
北山宏光與藤谷太輔於「みんなクリエに来てクリエ! 2011 Part2 北山宏光×藤ヶ谷太輔 Special Live」中演唱的歌曲。

### Unit 曲
- No.1 Friend（作詞：821R、作曲：馬飼野康二） - 『Kis-My-Ft2 Kis-My-MiNT Tour at 東京ドーム 2012.4.8（日语：Kis-My-Ft2 Kis-My-MiNT Tour at 東京ドーム 2012.4.8）〈初回生産限定盤〉』特典CD『Kis-My-Zero2』収録。北山宏光＆藤ヶ谷太輔。
- Kickin'it（作詞：KOMU、作曲：Niclas Molinder・Joacim Persson・Johan Alkenas・ドリュー・ライアン・スコット） - 1stアルバム『Kis-My-1st』収録。北山宏光＆藤ヶ谷太輔＆玉森裕太。
- Rocking Party（作詞：HusiQ.K・T.Fxxx、作曲：Stephan Elfgren） - 2ndアルバム『Goodいくぜ!（日语：Goodいくぜ!）〈初回生産限定 Kis-My-Zero盤〉』特典CD『Kis-My-Zero_3』収録。北山宏光＆藤ヶ谷太輔＆玉森裕太。
- FIRE!!! （作詞：HusiQ.K・T.Fxxx、作曲：CHOKKAKU・SYB・IGGY） - 3rdアルバム『Kis-My-Journey』収録、後に5thアルバム『I SCREAM（日语：I SCREAM (Kis-My-Ft2のアルバム)）〈完全生産限定 4cups盤〉』でMUSIC VIDEO作成。北山宏光＆藤ヶ谷太輔。
- 証（作詞・作曲：江畑兵衛） - 4thアルバム『KIS-MY-WORLD（日语：KIS-MY-WORLD）』収録。北山宏光＆藤ヶ谷太輔。
- & say（作詞：T.Fxxx・栗原暁・JUN・久保田真悟、作曲：HusiQ.K・栗原暁・久保田真悟） - 5thアルバム『I SCREAM（日语：I SCREAM (Kis-My-Ft2のアルバム)）』収録。北山宏光＆藤ヶ谷太輔。
- スナック SHOW和（作詞・作曲：浅利進吾） - 17thシングル『Sha la la☆Summer Time（日语：Sha la la☆Summer Time）〈初回生産限定盤A〉』収録。北山宏光＆宮田俊哉＆横尾渉。
- ZERO（作詞：月丘りあ子、作曲：Kento Takeda，Christofer Erixon，SHIKATA）- スペシャルシングル『You&Me（日语：You&Me (Kis-My-Ft2のシングル)）』収録。北山宏光＆藤ヶ谷太輔＆玉森裕太。
- REAL ME（作詞：大沢圭一、作曲：朴優尊） - 7thアルバム『Yummy!!』収録。北山宏光＆藤ヶ谷太輔。
- Happy Birthday（作詞：小松レナ、作曲：Takuya Harada，Christofer Erixon，Josef melin） - 21stシングル『LOVE（日语：LOVE (Kis-My-Ft2のシングル)）〈通常盤〉』収録。北山宏光＆二階堂高嗣。
- バクテリア（作詞：SHIROSE from WHITE JAM、作曲：SHIROSE from WHITE JAM，Dazsta） - 9thアルバム『To-y2（日语：To-y2）』収録。北山宏光＆藤ヶ谷太輔。

### 作詞・作曲
- 僕ハ君ナシデ愛ヲ知レナイ（作詞・作曲：HusiQ.K） - 8thアルバム『FREE HUGS!』収録。

## 備註
1. ↑  『Myojo』2012年12月號 10000年Long Interview「祼之時代~我在Jr的時代~」北山宏光（集英社）
2. ↑  『Myojo』2012年12月號 10000字Long Interview「祼之時代~我在Jr的時代~」北山宏光（集英社）
3. ↑  2014年10月4日 キスマイ 北山宏光 ナニキタ
4. ↑  . ORICON NEWS. 2023-06-07  [2023-06-07]. （原始内容存档于2023-06-18） （日语）.

## 相關項目
- Kis-My-Ft2
- 傑尼斯事務所

## 外部連結
- 官方網站 - TOBE （页面存档备份，存于）
- 北山宏光的Instagram帳戶
- 北山宏光的X（前Twitter）
- Kis-My-Ft2 - Johnny's net
- Kis-My-Ft2 Official Website
- Kis-My-Ft2：avex network
- 北山宏光在互联网电影资料库（IMDb）上的資料（英文）